# Armand Salacrou
Armand Salacrou (Rouen, 9 agosto 1899 – Le Havre, 23 novembre 1989) è stato un drammaturgo francese.

## Biografia
Laureato in filosofia nel 1921, ebbe un'esperienza abbastanza varia come giornalista e come uomo di teatro.
I suoi primi lavori drammatici, nel periodo precedente la seconda guerra mondiale, risentono di tentativi di ricerca di interpretazioni sempre più varie ed articolate. 
Dopo la guerra, cui partecipò attivamente, Salacrou ritornò alle scene con Le notti dell'ira, del 1946, che può essere considerata la sua opera più nota e significativa.
Questo dramma, scritto quando erano ancora vivi i ricordi della guerra appena vissuta con tutti i risentimenti e le passioni, tratteggia un episodio della Resistenza francese e rivela un raro equilibrio di giudizio, una grande onestà di intenti e un'efficace forza teatrale.
Nel 1963 fu il presidente della giuria al Festival di Cannes.
Salacrou morì nel 1989 a Le Havre, novantenne.

## Vita privata
Con la moglie Lucienne, di cui rimase vedovo poco prima di morire anch'egli, ebbe due figlie.

## Opere
- Uno spaccone (Le casseur d'assiettes, 1923)
- Tour à terre, 1925
- Le Pont de l'Europe, 1927
- Patchouli ou Les Désordres de l'amour, 1927
- Atlas-Hôtel, 1931
- Una donna libera (Une femme libre, 1934)
- Les Frénétiques, 1935
- La sconosciuta di Arras (L'inconnue d'Arras, 1935)
- Un uomo come gli altri (Un homme comme les autres, 1937)
- La terre est ronde, 1938
- La Marguerite, 1944
- I fidanzati dell'Havre (Les Fiancés du Havre, 1945)
- Le notti dell'ira (Les nuits de la colère, 1946)
- Le Soldat et la sorcière, 1946
- L'arcipelago Lenoir (L'Archipel Lenoir ou Il ne faut pas toucher aux choses inutiles, 1947)
- La beauté du diable - La bellezza del diavolo, del 1950, in collaborazione con il regista René Clair per il film omonimo
- Dio lo sapeva (Dieu le savait ou La vie n'est pas sérieuse, 1950)
- Poof, 1950
- Pourquoi pas moi, 1950
- Sens interdit, 1952
- Une femme trop honnête, 1957
- Boulevard Durand, 1960
- Histoire de rire, 1960
- Come i cardi... (Comme les chardons..., 1964)

## Filmografia
- Il conte di Montecristo, di Henri Fescourt - sceneggiatura (1929)